# Scorpaena guttata
Scorpaena guttata és una espècie de peix pertanyent a la família dels escorpènids.

## Descripció
- Fa 43 cm de llargària màxima (normalment, en fa).
- Té espines verinoses a les aletes dorsal, anal i pèlviques.[3][4]

## Hàbitat
És un peix marí, demersal i de clima subtropical (37°N-27°N) que viu fins als 183 m de fondària (normalment, fins als 30) a les zones rocalloses de les badies i al llarg de la costa (sobretot, en coves i esquerdes).

## Distribució geogràfica
Es troba al Pacífic oriental: des del comtat de Santa Cruz (Califòrnia central, els Estats Units) fins a la Punta de Abreojos (Baixa Califòrnia), incloent-hi el nord del Golf de Califòrnia i l'illa Guadalupe (Mèxic).

## Longevitat
La seua esperança de vida és de 21 anys.

## Ús comercial
La seua carn és excel·lent.

## Observacions
És verinós per als humans.